# Ludy tajskie

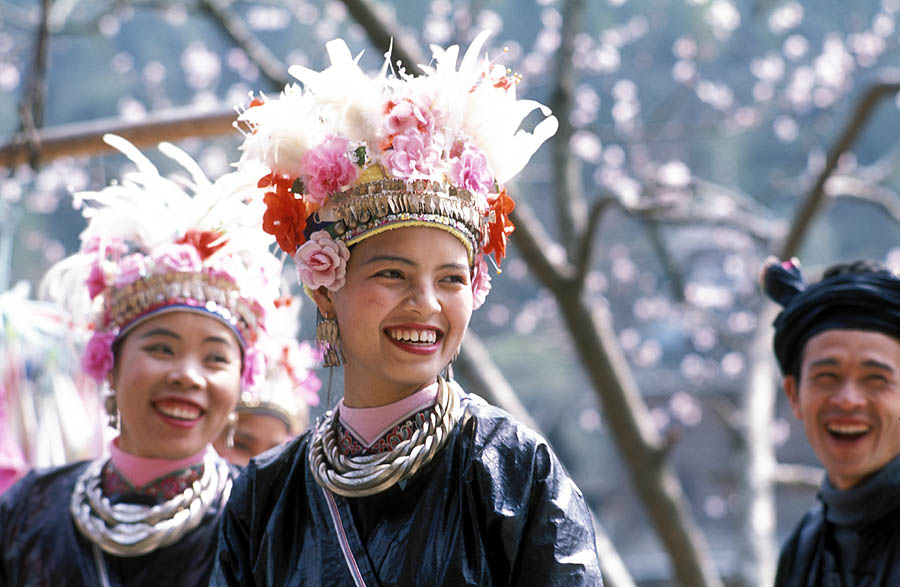
Przedstawiciele ludu Dong z południowych Chin

Rozmieszczenie geograficzne ludów tajskich

Ludy tajskie – ogół grup etnicznych posługujących się językami dajskimi, zamieszkujących południowe Chiny (zwłaszcza prowincję Junnan) oraz kraje Azji Południowo-Wschodniej. Poza pokrewieństwem językowym łączą je pewne zwyczaje, zwłaszcza wiosenne święto Songkran. Dominującą religią jest buddyzm therawada. Niektóre grupy zachowały tradycyjne wierzenia.
W różnych językach są różnie określani: w języku angielskim zbiorczo Tai dla odróżnienia od Thai, czyli Tajów z Tajlandii; w chińskim 傣族 pinyin: Dǎizú w odróżnieniu od 泰國人 Dǎiguorén (mieszkańców Tajlandii); w wietnamskim jednakowo Người Thái. W języku polskim również nie ma różnicy: „Tajowie” z Tajlandii oraz np. Czarni Tajowie z Wietnamu. Sprawę nazewnictwa komplikuje fakt różnic w klasyfikowaniu grup mniejszościowych w poszczególnych krajach: np. w Chinach nie wszystkie grupy tajskie są zaliczane do oficjalnie uznanej mniejszości narodowej Dai, inne tworzą oficjalnie odrębne grupy mniejszościowe. Podobnie w Wietnamie ludy tajskie podzielono oficjalnie na Thái, Tày, Nùng itp.

## Najważniejsze tajskie grupy etniczne
- Tajowie
- Laotańczycy
- Zhuang
- Szanowie (Tai Yai)
- Dai
- Thái
- Tày
- Nùng
- Li